# Jim Wilson (Musiker)

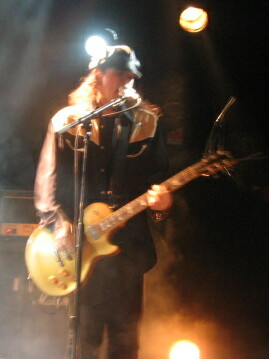
Jim Wilson

James „Jim“ Wilson ist ein US-amerikanischer Gitarrist und Sänger. Er ist Mitglied der Rockband Motor Sister und spielte davor bei Mother Superior, der Rollins Band und Pearl.

## Werdegang
Wilson stammt aus dem US-Bundesstaat Delaware und zog später nach Los Angeles. Hier gründete er im Jahre 1993 die Bluesrock-/Hard-Rock-Band Mother Superior, mit der er acht Studioalben veröffentlicht. Nachdem das dritte Studioalbum Deep von Henry Rollins produziert wurde, wurden die drei Musiker von Mother Superior Teil der Rollins Band und spielten mit dieser zwei Studioalben ein. Im Jahre 2004 gründete Wilson zusammen mit der Sängerin Pearl Aday und deren Ehemann und Gitarristen Scott Ian (Anthrax) die Band Pearl. Im Jahre 2014 gründete Wilson mit Pearl Aday, Scott Ian, Joey Vera (u. a. Armored Saint, Fates Warning) und John Tempesta (u. a. White Zombie, The Cult) die Band Motor Sister.

## Diskografie
mit Mother Superior
siehe Mother Superior#Diskografie
mit Motor Sister
- 2015: Ride

mit Rollins Band
- 2000: Get Some Go Again
- 2001: Nice

mit Pearl
- 2010: Little Immaculate White Fox